# قصر جديد بني امحمد (الكنازظة)
قصر جديد بني امحمد هو دُوَّار يقع بجماعة تاكونيت، إقليم زاكورة، جهة درعة تافيلالت في المملكة المغربية. ينتمي الدوّار لمشيخة الكنازظة التي تضم 8 دواوير. يقدر عدد سكانه بـ 665 نسمة حسب الإحصاء الرسمي للسكان والسكنى لسنة 2004.

## روابط خارجية
- البوابة الوطنية للجماعات الترابية نسخة محفوظة 12 مارس 2018 على موقع واي باك مشين.
- المندوبية السامية للتخطيط